# Rhynchostegium strongylense
Rhynchostegium strongylense là một loài Rêu trong họ Brachytheciaceae. Loài này được (Bott.) W.R. Buck & Privitera miêu tả khoa học đầu tiên năm 1999.